# 南极洲的Google街景服务

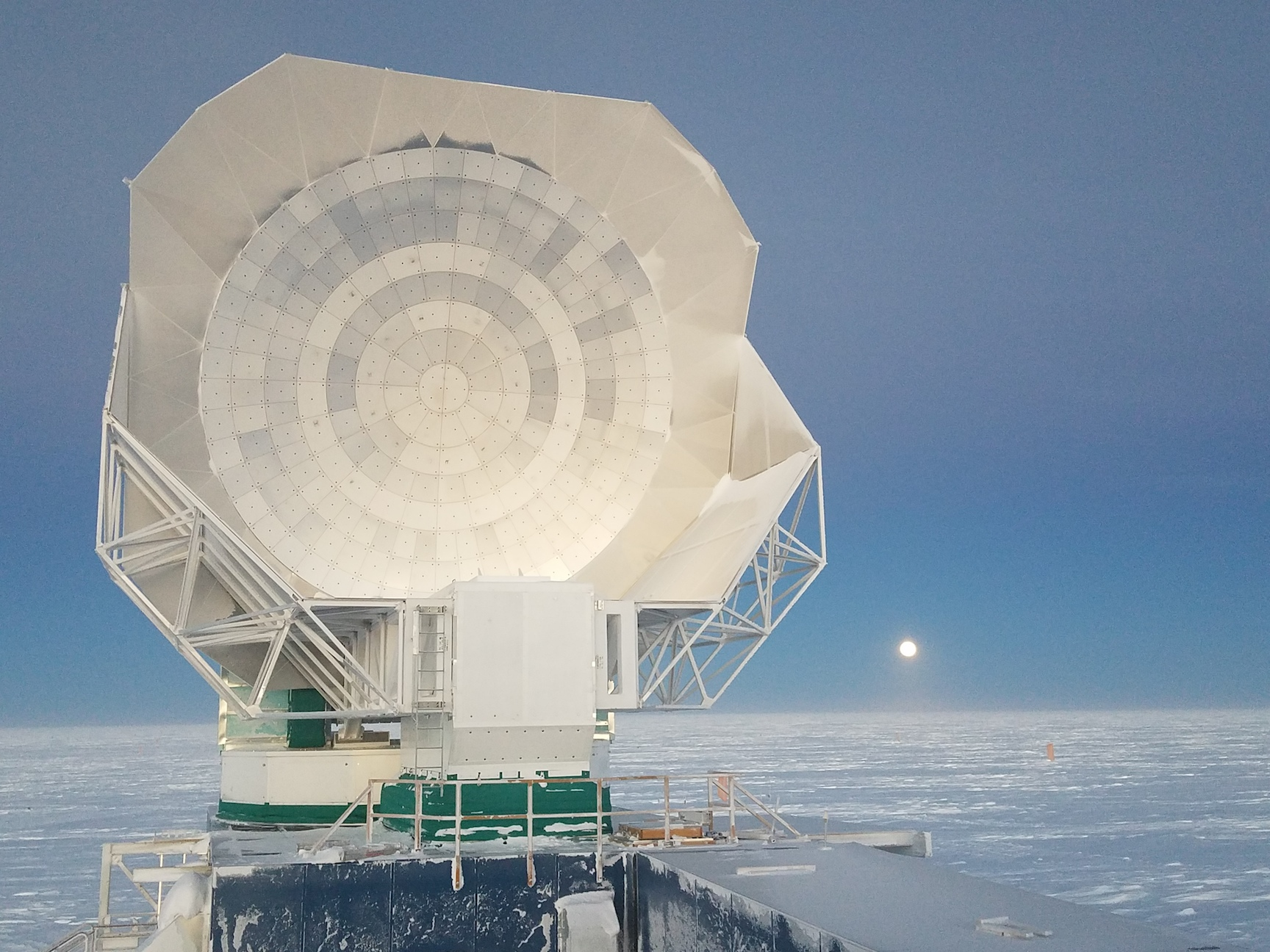
南极望远镜（摄于2018年），谷歌街景中南极洲可查看的地点之一

自2010年起，Google街景陆续上线了南极洲多个地点的全景图像。当年首次上线的是两组半月岛的图像。两年后，Google街景与明尼苏达大学极地地理空间中心和新西兰南极遗产信托基金会展开合作，拍摄了沙克尔顿小屋和斯科特小屋等标志性遗迹的全景图像。
次年，烽烟谷等地的更多图像被收录进来。此后Google街景携手墨尔本大学，发布了南极望远镜的虚拟导览项目，2020年，尼古拉斯·比安奇和圣地亚哥·比安奇兄弟主导的个人项目将乔治王岛的全景图像成功上传至平台。

## 背景
Google街景是一项集成于Google地图和Google地球的技术，其核心功能在于提供全球多地街道的交互式全景图像。该服务于2007年首发上线了美国五座城市的街道全景图像，并持续扩展拍摄范围，迄今已覆盖全球众多国家及地区的道路实景。

## 南极洲的扩展
Google街景地理团队希望“挑战”自我，记录更多偏远地区。2010年9月30日，Google地球与地图工程副总裁布莱恩·麦克伦登通过官方博客宣布，继巴西和爱尔兰之后，南极洲正式加入Google街景覆盖区域，南极洲由此成为最后一个被纳入该功能的大洲。麦克伦登夫妇造访南极洲南设得兰群岛期间拍摄的两组半月岛实景图像同期上线，其中一组记录了帽带企鹅群栖景象，另一组展现了岛屿的海岸线风光。
2012年，Google地图“世界奇观”项目启动专项南极拍摄计划，作为该项目的重要组成部分，Google携手明尼苏达大学极地地理空间中心和新西兰南极遗产信托基金会，使用鱼眼镜头对南极特定地标进行全景图像采集。此次拍摄涵盖五大标志性场景，分别为罗伊兹角企鹅群栖地、南极望远镜、沙克尔顿小屋、斯科特小屋以及仪式南极点。项目成员亚历克斯·斯塔恩斯（Alex Starns）表示，项目启动的初衷是使南极洲的相关信息能够更轻易被其他偏远地区获取。次年，Google街景新增四组南极大陆全景图像，包括竞技场谷、烽烟谷、隐秘山谷和罗伊兹营地。
2014年，Google街景与墨尔本大学合作发布了南极望远镜虚拟导览项目，完整呈现位于阿蒙森-斯科特科考站暗区的南极望远镜本体及周边天文设备集群。此后，Google街景平台开放用户照片自主提交功能。在乌拉圭南极研究所及运动相机品牌GoPro等机构赞助下，尼古拉斯·比安奇（Nicolás Bianchi）和圣地亚哥·比安奇（Santiago Bianchi）兄弟计划为乔治王岛拍摄全景图像，但因2019冠状病毒病疫情暂缓实施。次年该研究所执行科考垃圾清运与物资补给任务期间，项目得以重启。图像采集数据量达每公里5GB，最终经Google街景审核后完成全部上传。

### 一手資料
在文中，此类引用前标有“‡”：
1. 1 2  . Google Maps Blog. 2012-07-17  [2025-06-18]. （原始内容存档于2013-07-31） （英语）.